# II liga polska w piłce nożnej (1995/1996)
II liga 1995/1996 – 48. edycja rozgrywek drugiego poziomu ligowego piłki nożnej mężczyzn w Polsce. Wzięło w nich udział 36 drużyn, grając w dwóch grupach systemem kołowym. Sezon ligowy rozpoczął się w lipcu 1995, ostatnie mecze rozegrano w czerwcu 1996. Mistrzami ligi zostały zespoły Odry Wodzisław Śląski (gr. zach.) i Polonia Warszawa (gr. wsch.). Oprócz Odry i Polonii do I ligi (ekstraklasy) awansowały również Ruch Chorzów i Wisła Kraków.

## Drużyny

### Grupa zachodnia
| Uczestnicy poprzedniej edycji | Uczestnicy poprzedniej edycji |
| ----------------------------- | ----------------------------- |
| Zawisza Bydgoszcz             | 4                             |
| Naprzód Rydułtowy             | 5                             |
| Polonia Bytom                 | 6                             |
| Papiernik Myszków             | 7                             |
| Miedź Legnica                 | 8                             |
| Ślęza Wrocław                 | 9                             |
| Górnik Konin                  | 10                            |
| Odra Wodzisław Śląski         | 11                            |

| Chrobry Głogów                  | 12 |
| Stilon Gorzów Wielkopolski      | 13 |
| Bałtyk Gdynia                   | 14 |
| drużyna przeniesiona z grupy II |    |
| Szombierki Bytom                | 14 |
| Spadek z I ligi 1994/1995       |    |
| Ruch Chorzów                    | 16 |
| Warta Poznań                    | 18 |

| grupa gdańska       |   |
| Polonia Gdańsk      | 1 |
| grupa katowicka     |   |
| Start Namysłów      | 1 |
| grupa poznańska     |   |
| Chemik Police       | 1 |
| grupa wrocławska    |   |
| Lechia Zielona Góra | 1 |

### Grupa wschodnia
| Uczestnicy poprzedniej edycji | Uczestnicy poprzedniej edycji |
| ----------------------------- | ----------------------------- |
| Okocimski KS Brzesko          | 4                             |
| Motor Lublin                  | 5                             |
| Unia Tarnów                   | 6                             |
| Polonia Warszawa              | 7                             |
| Hetman Zamość                 | 8                             |
| Pomezania Malbork             | 9                             |
| KS Lublinianka                | 10                            |

| Hutnik Warszawa                | 11 |
| Jagiellonia Białystok          | 12 |
| Avia Świdnik                   | 13 |
| drużyna przeniesiona z grupy I |    |
| Wisła Kraków                   | 3  |
| Spadek z I ligi 1994/1995      |    |
| Petrochemia Płock              | 15 |
| Stal Stalowa Wola              | 17 |

| grupa krakowska              |    |
| Cracovia                     | 1  |
| grupa lubelska               |    |
| KSZO Ostrowiec Świętokrzyski | 1  |
| grupa łódzka                 |    |
| RKS Radomsko                 | 1  |
| grupa warszawska             |    |
| Świt Nowy Dwór Mazowiecki    | 1  |
| Jeziorak Iława               | 21 |

Objaśnienia:
1. Jeziorak Iława wygrał baraże o awans do II ligi.

## Grupa zachodnia
Mistrzowie i wicemistrzowie obu grup uzyskali awans do I ligi, do III ligi spadły zespoły z miejsc 15–18.
Po raz pierwszy zastosowano obecną punktację – 3 punkty za zwycięstwo, 1 za remis, 0 za porażkę.

### Tabela
| Lp. | Drużyna                       | M  | Z  | R  | P  | Bramki | Bramki | Różn. | Pkt | Uwagi                                                            | Bezpośrednio |
| --- | ----------------------------- | -- | -- | -- | -- | ------ | ------ | ----- | --- | ---------------------------------------------------------------- | ------------ |
| 1   | Odra Wodzisław Śląski (M) (A) | 34 | 21 | 7  | 6  | 86     | 37     | +49   | 70  | Awans do I ligi                                                  |              |
| 2   | Ruch Chorzów1 (A)             | 34 | 20 | 8  | 6  | 65     | 24     | +41   | 68  | Awans do I ligi Puchar Zdobywców Pucharów • Runda kwalifikacyjna |              |
| 3   | Zawisza Bydgoszcz             | 34 | 17 | 8  | 9  | 47     | 35     | +12   | 59  |                                                                  |              |
| 4   | Papiernik Myszków             | 34 | 14 | 14 | 6  | 45     | 31     | +14   | 56  |                                                                  |              |
| 5   | Polonia Bytom                 | 34 | 14 | 7  | 13 | 46     | 40     | +6    | 49  | POL – SZO 1:0 SZO – POL 0:0                                      |              |
| 6   | Szombierki Bytom              | 34 | 13 | 10 | 11 | 44     | 39     | +5    | 49  | POL – SZO 1:0 SZO – POL 0:0                                      |              |
| 7   | Górnik Konin                  | 34 | 13 | 9  | 12 | 40     | 42     | −2    | 48  |                                                                  |              |
| 8   | Start Namysłów                | 34 | 11 | 14 | 9  | 38     | 29     | +9    | 47  |                                                                  |              |
| 9   | Stilon Gorzów Wielkopolski    | 34 | 11 | 10 | 13 | 46     | 41     | +5    | 43  |                                                                  |              |
| 10  | Naprzód Rydułtowy             | 34 | 11 | 9  | 14 | 41     | 50     | −9    | 42  | NAP – MIE 1:1 MIE – NAP 0:2                                      |              |
| 11  | Miedź Legnica                 | 34 | 10 | 12 | 12 | 38     | 42     | −4    | 42  | NAP – MIE 1:1 MIE – NAP 0:2                                      |              |
| 12  | Chrobry Głogów                | 34 | 11 | 8  | 15 | 31     | 43     | −12   | 41  |                                                                  |              |
| 13  | Chemik Police                 | 34 | 9  | 13 | 12 | 36     | 50     | −14   | 40  | CHE – LEC 4:0 LEC – CHE 0:0                                      |              |
| 14  | Lechia Zielona Góra           | 34 | 11 | 7  | 16 | 38     | 65     | −27   | 40  | CHE – LEC 4:0 LEC – CHE 0:0                                      |              |
| 15  | Warta Poznań (S)              | 34 | 9  | 12 | 13 | 32     | 47     | −15   | 39  | Spadek do III ligi                                               |              |
| 16  | Ślęza Wrocław (S)             | 34 | 10 | 8  | 16 | 41     | 51     | −10   | 38  | Spadek do III ligi                                               |              |
| 17  | Polonia Gdańsk (S)            | 34 | 8  | 8  | 18 | 40     | 63     | −23   | 32  | Spadek do III ligi                                               |              |
| 18  | Bałtyk Gdynia (S)             | 34 | 7  | 8  | 19 | 39     | 64     | −25   | 29  | Spadek do III ligi                                               |              |

- Ówczesne nazwy klubów: Krisbut Myszków, Varta Namysłów, Naprzód 23 Rydułtowy, Ślęza Baumit Wrocław.

### Najlepsi strzelcy
| Gole | Strzelcy           | Drużyny                    |
| ---- | ------------------ | -------------------------- |
| 26   | Mariusz Śrutwa     | Ruch Chorzów               |
| 18   | Mirosław Bąk       | Ruch Chorzów               |
| 18   | Robert Kugiel      | Polonia Gdańsk             |
| 13   | Zenon Burzawa      | Stilon Gorzów Wielkopolski |
| 13   | Jarosław Sapiński  | Stilon Gorzów Wielkopolski |
| 13   | Rafał Gałkowski    | Miedź Legnica              |
| 13   | Hubert Szewczyk    | Odra Wodzisław Śląski      |
| 12   | Jacek Polak        | Odra Wodzisław Śląski      |
| 12   | Dariusz Skrzypczak | Bałtyk Gdynia              |
| 11   | Sławomir Paluch    | Odra Wodzisław Śląski      |
| 11   | Jarosław Skrzypiec | Szombierki Bytom           |
| 10   | Jacek Cisowski     | Krisbut Myszków            |
| 10   | Mariusz Mizgała    | Krisbut Myszków            |
| 10   | Piotr Gierczak     | Polonia Bytom              |
| 10   | Krzysztof Przała   | Zawisza Bydgoszcz          |
| 10   | Ryszard Wieczorek  | Odra Wodzisław Śląski      |

## Grupa wschodnia

### Tabela
| Lp. | Drużyna                      | M  | Z  | R  | P  | Bramki | Bramki | Różn. | Pkt | Uwagi                       | Bezpośrednio                |
| --- | ---------------------------- | -- | -- | -- | -- | ------ | ------ | ----- | --- | --------------------------- | --------------------------- |
| 1   | Polonia Warszawa (M) (A)     | 34 | 21 | 9  | 4  | 77     | 37     | +40   | 72  | Awans do I ligi             | POL – WIS 3:0 WIS – POL 1:1 |
| 2   | Wisła Kraków (A)             | 34 | 22 | 6  | 6  | 69     | 29     | +40   | 72  | Awans do I ligi             | POL – WIS 3:0 WIS – POL 1:1 |
| 3   | Petrochemia Płock            | 34 | 19 | 10 | 5  | 56     | 24     | +32   | 67  |                             |                             |
| 4   | Jeziorak Iława               | 34 | 17 | 9  | 8  | 50     | 32     | +18   | 60  |                             |                             |
| 5   | Unia Tarnów                  | 34 | 13 | 11 | 10 | 49     | 37     | +12   | 50  |                             |                             |
| 6   | Świt Nowy Dwór Mazowiecki    | 34 | 14 | 7  | 13 | 37     | 37     | 0     | 49  | ŚWI – CRA 2:0 CRA – ŚWI 0:0 |                             |
| 7   | Cracovia                     | 34 | 13 | 10 | 11 | 43     | 36     | +7    | 49  | ŚWI – CRA 2:0 CRA – ŚWI 0:0 |                             |
| 8   | Stal Stalowa Wola            | 34 | 11 | 14 | 9  | 58     | 37     | +21   | 47  |                             |                             |
| 9   | RKS Radomsko                 | 34 | 13 | 7  | 14 | 49     | 51     | −2    | 46  | RKS – OKO 0:0 OKO – RKS 0:1 |                             |
| 10  | Okocimski KS Brzesko         | 34 | 12 | 10 | 12 | 33     | 36     | −3    | 46  | RKS – OKO 0:0 OKO – RKS 0:1 |                             |
| 11  | Avia Świdnik                 | 34 | 12 | 9  | 13 | 31     | 35     | −4    | 45  |                             |                             |
| 12  | Pomezania Malbork            | 34 | 13 | 4  | 17 | 38     | 53     | −15   | 43  | POM – KSZ 3:2 KSZ – POM 1:0 |                             |
| 13  | KSZO Ostrowiec Świętokrzyski | 34 | 12 | 7  | 15 | 37     | 52     | −15   | 43  | POM – KSZ 3:2 KSZ – POM 1:0 |                             |
| 14  | Hetman Zamość                | 34 | 11 | 8  | 15 | 35     | 45     | −10   | 41  |                             |                             |
| 15  | Jagiellonia Białystok (S)    | 34 | 12 | 4  | 18 | 35     | 54     | −19   | 40  | Spadek do III ligi          |                             |
| 16  | Hutnik Warszawa (S)          | 34 | 11 | 6  | 17 | 38     | 53     | −15   | 39  | Spadek do III ligi          |                             |
| 17  | KS Lublinianka (S)           | 34 | 3  | 11 | 20 | 20     | 57     | −37   | 20  | Spadek do III ligi          |                             |
| 18  | Motor Lublin (S)             | 34 | 2  | 8  | 24 | 26     | 76     | −50   | 14  | Spadek do III ligi          |                             |

- Ówczesna nazwa: RKS Fameg Radomsko.

### Najlepsi Strzelcy
| Gole | Strzelcy           | Drużyny                            |
| ---- | ------------------ | ---------------------------------- |
| 23   | Krzysztof Palej    | Unia Tarnów                        |
| 17   | Grzegorz Kaliciak  | Wisła Kraków                       |
| 15   | Marek Jakóbczak    | Petrochemia 13/Stal 2              |
| 15   | Janusz Świerad     | Wisła Kraków                       |
| 14   | Tomasz Kulawik     | Wisła Kraków                       |
| 14   | Wojciech Małocha   | Petrochemia Płock                  |
| 14   | Rafał Policht      | Okocimski Brzesko                  |
| 13   | Tomasz Żelazowski  | KSZO Ostrowiec Świętokrzyski       |
| 11   | Adam Dąbrowski     | Petrochemia 1/Stal Stalowa Wola 10 |
| 11   | Igor Gołaszewski   | Polonia Warszawa                   |
| 11   | Dariusz Malagowski | RKS Radomsko                       |
| 11   | Paweł Pasik        | Jeziorak Iława                     |

Źródło